# Al-Ma'arij
Al-Ma'arij (Le Scale Ascendenti) è la settantesima Sura del Corano, una sura meccana composta da 44 versetti. Questa sura tratta principalmente della questione della resurrezione e del Giorno del Giudizio, invitando gli esseri umani a riflettere sulle loro azioni e a prepararsi per l'aldilà.

## Contenuto

### La Domanda dei Miscredenti
Versetti 1-16: La sura inizia con i miscredenti che chiedono quando arriverà il Giorno del Giudizio, sperando che sia un giorno lontano. Viene loro detto che non c'è fuga dal Giorno del Giudizio e che Allah conosce tutto ciò che fanno.

### La Proclamazione del Giorno del Giudizio
Versetti 17-28: Viene descritto il Giorno del Giudizio come un giorno di angoscia e terrore per i miscredenti. I credenti, tuttavia, saranno protetti e premiati per le loro azioni giuste.

### L'Importanza della Preghiera
Versetti 29-35: Viene sottolineata l'importanza della preghiera e del mantenimento della purezza e della devozione nella vita quotidiana.

### L'Esaltazione di Allah
Versetti 36-44: La sura si conclude con l'esaltazione di Allah come il Creatore e il Signore di tutto l'universo. Gli uomini sono invitati a riflettere sui segni di Allah nella creazione e a adorarlo con devozione e riconoscenza.

## Analisi
La Sura Al-Ma'arij è importante perché riafferma la realtà del Giorno del Giudizio e invita gli esseri umani a riflettere sulle loro azioni e a prepararsi per l'aldilà. Sottolinea l'importanza della preghiera e della devozione nella vita quotidiana e invita gli uomini a riflettere sui segni della creazione di Allah come prova della Sua grandezza e potenza. Inoltre, esalta la grandezza e il potere di Allah come Creatore e Signore di tutto l'universo, invitando gli uomini a adorarlo con devozione e riconoscenza.